# Bundesstraße 281
Pour les articles homonymes, voir Route 281.
La Bundesstraße 281 est une Bundesstraße du Land de Thuringe.

## Trafic
La Bundesstrasse 281 relie l'A 73 à Eisfeld en passant par les monts de Thuringe, Saalfeld et la dépression de l'Orla à l'A 9 à Triptis. Outre le trafic local, le B 281 est également utilisé pour le trafic longue distance à destination et en provenance de Saalfeld et étendu depuis la réunification, en particulier dans la partie est de l'itinéraire, utilisé quotidiennement par environ 10 000 véhicules entre Saalfeld et l'A 9. La densité de trafic de la section ouest à travers les montagnes est de près de 5 000 véhicules par jour en 2015.

## Géographie
La B 281 commence au sud-ouest d'Eisfeld à un rond-point avec la B 89. Ensuite, il mène comme un contournement à l'ouest et au nord autour de la ville avec une connexion à l'A 73. Elle va dans le plateau des monts de Thuringe, traverse la vallée de la Saar jusqu'à Siegmundsburg et atteint environ 260 mètres d'altitude avec quelques lacets. La route est parallèle au Rennsteig et à la ligne de partage des eaux entre le Rhin et l'Elbe sur la crête des montagnes via Limbach et Steinheid jusqu'à Neuhaus am Rennweg, la plus grande ville des monts de Thuringe. Elle descend dans les vallées de la Lichte et de la Piesau.
La moitié est de la Bundesstrasse est principalement dans la vallée de la Saale. Des accidents de camion se produisent régulièrement.
Saalfeld est atteint en passant près de la grottes des Fées de Saalfeld. À l'origine, la B 281 conduisait sur la Sonneberger Strasse dans la vieille ville, plus tard, elle est déplacée à l'ouest vers la Melanchthonstrasse. Ensuite, la B 281 mène au nord de la ville sur la rocade nord nouvellement construite, avec la B 85. Avec environ 16 000 véhicules par jour, cette section est la plus fréquentée de tout le parcours.
Le Plan fédéral d'infrastructure de transport 2030 prévoit deux mesures d'extension dans cette section. Le besoin urgent comprend le contournement ouest de Saalfeld afin de soulager la partie restante du centre-ville du trafic de transit. En second lieu, un réacheminement complet est prévu pour la section ouest de Neuhaus am Rennweg à l'est de Reichmannsdorf. L'itinéraire consiste à passer au sud de l'ancienne route et à soulager les nombreux passages locaux étroits de ce tronçon et à améliorer les liaisons en direction de Sonneberg (grâce à de nouvelles liaisons vers le sud de Lauscha et dans la région de Hasenthal). La topographie difficile ainsi que les risques écologiques liés à la traversée de forêts auparavant non coupées sont problématiques.
La section est de la B 281 est l'une des liaisons de Bundesstrasse les plus importantes de Thuringe et assure la liaison avec l'A9 pour le trafic longue distance. Avec environ 10 000 véhicules par jour, la densité du trafic est proportionnellement élevée, de sorte que certaines sections ont été étendues à quatre voies. En outre, des tronçons plus longs (à Unterwellenborn et à nouveau à partir de Neustadt) sont structurés comme des voies rapides et sont redessinés après 1990.
À l'est de Saalfeld, la B 281 mène sur une nouvelle route après le quartier de Gorndorf par l'usine sidérurgique d'Unterwellenborn par le col entre la Saale et l'Orla. À l'est de Pößneck, la B 281 suit la vallée de l'Orla jusqu'à Neustadt an der Orla, où il y a une voie de contournement sud transformée en voie rapide.
La B 281 se termine à Mittelpöllnitz et se joint à la Bundesstraße 2, qui continue en direction de Weida.

## Bundesstraße 281a
La Bundesstraße 281a allait de Brno par Crock et Hirschendorf à Sachsenbrunn et faisait environ sept kilomètres de long. Elle est mise en place à l'époque de la RDA pour éloigner le trafic longue distance de la zone réglementée de la frontière interallemande et pour améliorer la connexion entre Suhl et Neuhaus am Rennweg. Avec l'évolution des flux de trafic après la réunification et la construction du contournement d'Eisfeld jusqu'en 2008, la connexion devient superflue et la route est déclassée.

## Source
- (de) Cet article est partiellement ou en totalité issu de l’article de Wikipédia en allemand intitulé « Bundesstraße 281 » (voir la liste des auteurs).

1. ↑  (de) « Die Bundes- und Reichsstraßen in Deutschland - Nr. 166 bis 327 » [archive du 18 février 2009], sur home.arcor.de (consulté le 16 juillet 2025)